# Julian Schauerte
Julian Schauerte (* 2. April 1988 in Lennestadt) ist ein deutscher Fußballspieler. Der Mittelfeldspieler steht beim FC Gütersloh unter Vertrag.

## Leben
Julian Schauerte spielte in der Jugend für DJK Grafschaft im Sauerland, bevor er 2001 zu Bayer 04 Leverkusen wechselte. Dort durchlief er die Jugendabteilungen und hatte in der Saison 2006/07 auch seinen ersten Einsatz im Seniorenbereich, als Teil der zweiten Mannschaft, die in der Regionalliga Nord spielte. Nach deren Abstieg 2007 in die Oberliga Nordrhein war er fester Bestandteil des Teams und stieg mit diesem 2008 in die Regionalliga West auf.
Im Jahre 2009 wechselte er in die 3. Fußball-Liga zum SV Sandhausen. Dort wurde er auf Anhieb Stammspieler für die Saison 2009/10, die Sandhausen auf dem 14. Tabellenplatz endete. Im BFV-Hoepfner-Cup scheiterte man zunächst im Halbfinale am FC Nöttingen, konnte aber, da die Zweitvertretung des Vereins im anderen Halbfinale gewonnen hatte, im Finale erneut gegen Nöttingen antreten. Offiziell spielte man zwar als SV Sandhausen II, jedoch kamen ausschließlich Profis zum Einsatz, sodass das Finale gewonnen werden konnte und so die Qualifikation zum DFB-Pokal 2010/11 erreicht wurde. Schauerte verwandelte dabei im Elfmeterschießen den vorletzten Strafstoß für Sandhausen.
Auch in der Saison 2010/11 begann Schauerte die ersten beiden Spiele in der ersten Elf, musste sich danach jedoch mit der Rolle als Einwechselspieler begnügen, bis er sich gegen Ende der Hinrunde wieder in die Stammformation spielte. Mit seinem Verein wurde der 12. Tabellenplatz erreicht. Im DFB-Pokal scheiterte Schauerte mit seiner Mannschaft in der 1. Hauptrunde im Elfmeterschießen am FC Augsburg, qualifizierte sich jedoch auf Grund eines erneuten Gewinns des BFV-Hoepfner-Cups auch für den Wettbewerb 2011/12.
In der Saison darauf war Schauerte das dritte Jahr in Folge Stammspieler in der Sandhausener Offensive und absolvierte erneut über 30 Saisonspiele. Am 24. Spieltag gelang ihm der erste Ligatreffer, am 37. Spieltag absolvierte er den 100. Ligaeinsatz für den Verein. Am Ende der Saison wurden die Kurpfälzer Meister der 3. Liga und stiegen in die 2. Bundesliga auf.
Zur Saison 2014/15 wechselte Schauerte zum Zweitligisten Fortuna Düsseldorf, wo er einen Vertrag bis 2017 unterschrieb. Nach dem Aufstieg der Fortuna in die Bundesliga im Mai 2018 wurde sein Vertrag nicht verlängert.
Am 31. Mai 2018 gab der belgische Erstligist KAS Eupen seine Verpflichtung mit einem Vertrag bis 2021 bekannt. Nachdem er in der Saison 2018/19 bei vielen Spielen gar nicht im Kader stand und nur bei fünf Spielen tatsächlich eingesetzt wurde, wurde der Vertrag Ende Mai 2019 im gegenseitigen Einvernehmen aufgelöst.
Im Juni 2019 unterschrieb Schauerte bei Preußen Münster einen Zweijahresvertrag und wurde Mitte Juli zum Mannschaftskapitän ernannt. Bereits im ersten Saisonspiel traf Schauerte zur zwischenzeitlichen 1:0-Führung gegen 1860 München, was gleichsam den ersten Treffer der Drittligasaison 19/20 darstellte. Zur Saison 2022/23 wechselte Schauerte zum Regionalliga-Aufsteiger 1. FC Kaan-Marienborn. Am Ende der Saison zog sich der Klub trotz eines fünften Tabellenplatzes in die Kreisliga zurück. Daraufhin schloss sich Sachauerte dem Regionalliga-Aufsteiger FC Gütersloh an.

## Erfolge
- 2008: Aufstieg in die Regionalliga West mit Bayer 04 Leverkusen II
- 2010: BFV-Hoepfner-Cup-Gewinner mit dem SV Sandhausen II
- 2011: BFV-Hoepfner-Cup-Gewinner mit dem SV Sandhausen
- 2012: Aufstieg in die 2. Bundesliga mit dem SV Sandhausen
- 2018: Aufstieg in die 1. Bundesliga mit Fortuna Düsseldorf